# Jonsereds herrgård

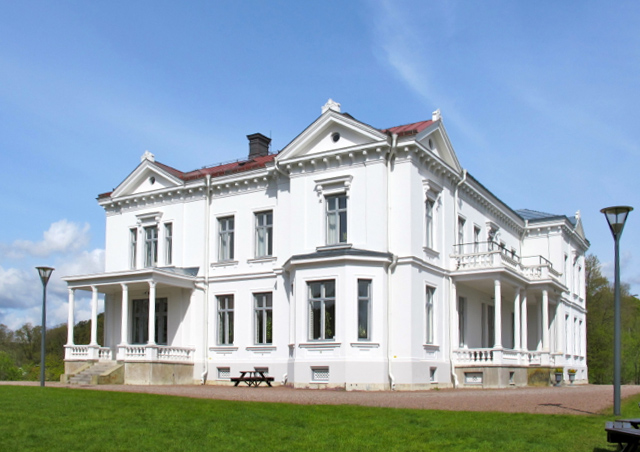
Jonsereds herrgård 2014

Jonsereds herrgård eller Jonsereds säteri ligger i Jonsered i Partille kommun i Västra Götalands län, 15 kilometer öster om Göteborg. Sedan år 2004 är Jonsereds herrgård ett intellektuellt centrum och Göteborgs universitets mötesplats för samverkan, dialog, kreativitet och eftertanke. Utifrån forskning och utbildning vid Göteborgs universitet möts människor från alla samhällsområden kring samhällets behov för att formulera samtidens tänkande och utmaningar. Detta inkluderar områden som kultur, vetenskap, livsåskådning, samhälle och politik.

## Herrgårdsbyggnadens historia
Jonsereds herrgård har anor från medeltiden, då det var ett kronogods.  "Longe Jöns" var en av Gustav Vasas krigshövitsmän och förlänades enligt ett kungligt brev 1528 "En gårdt benempdt Jogansrydt vthij paarthelle soken liggiendis". Han hade troligen utmärkt sig under befrielsekriget mot danskarna och därför fått gården i förläning. Redan 1532 utfärdade konungen i Vadstena ett förläningsbrev för "Anders andersson på Joensrijd Cronegodz thet långe Jöns hade". Jöns förlänades 1551 tre hemman i Tynningsö. Som bosatt på säteriet anges 1550 "Niels i Jonssridt", vilken i Gustaf Olofssons jordebok över dennes förläningar i Västergötland står upptagen som 8 hästars kronobonde och skattar; "Smör 4 pudt, Åll 30 tiugh, Årlige hest 8 och Dagxukie 4".
Under kriget med danskarna 1569 hade kung Johan III slagit läger vid Valstad i Vartofta härad. I hans följe fanns Brynte Birgerson Lillje, son till häradshövdingen i Vättle härad Birger Anderson Lillje. Birgerson Lillje hade redan under Erik XIV:s regeringstid haft viktiga militära uppdrag och 1569 erhöll han av Johan III fem gårdar och en kvarnström i Angereds socken samt gårdarna "Jonnsjöö" - som Jonsered då kallades - och Råhult. Gåvobrevet som är dagtecknat den 18 november 1569 avslutas med "Jonnssjöö en gårdh vdi Partelie sockn, och en gårdh benämpd Råhult vdi A (namnet oläsligt) sochn j Kållens häredt. Hvarföre affhende wij Oss och Cronen för:ne godz och gårder och tilägne them förb:de Brünthe Birgesson, och hans rätte effterkommende Erffwinger till Everdelige äge, förbjudendes för then skuldh här medh alle, ehoo the helst wäre kunne som för wåre skuldh wele och skole, göre och lathe, att göre förbe :de Brynte Birgesson och hans rätte efterkommande Erffwinger här emot något hinder eller förfongh. Giffwidt vdi wårt Lägre Hwalstadh, Wartoffte häred thenn 18 Novembris Anno C. 1569. Johannes K. SE—".
År 1589 dog Brynte Lillje och egendomen övertogs av hans son Bengt Bryntesson. Denne höll 1625 en härads- och sockensyn gällande gränsskillnaden mellan intilliggande egendomar, då det bestämdes att "Sandwadtz Torppet schall läggias till Mühlebethe jgien som det af ålder warit hafwer". På Jonsered gjordes 1628  ett "lagligt och kärligt vederlag och skifte" mellan Bryntessons barn, "derest Gud nådigst täckes, de mig och min kära hustru efterlefva". År 1637 dog Bengt Bryntesson på Aspenäs och godset övertogs av sonen Peder Bengtsson Lillje. Han var överstelöjtnant och kommendant på Älvsborg 1644 och blev 1646 slottshauptman i Göteborg. Efter Peder Bengtsson Lilljes död 1659, ägde hans son Gabriel godset under sex år. Han dog ogift 1665 och Jonsered övertogs av generalmajoren och landshövdingen i Örebro friherre Fromhold Fägersköld, som var svåger till Gabriel Lillje.
Genom Karl XII:s reduktion drogs godset in till kronan 1690. Major Johan Jernsköld står upptagen såsom innehavare av godset i 1699 års jordebok och Fägersköld som avled 1707 måste därför ha lämnat Jonsered åtta år före sin död, eller tidigare. Såsom nästa ägare till Jonsered återfinns Hans Petterson (1654-1719), handlanden och borgare i Göteborg samt adlad Wennerstjerna 1702. Godset ägdes efter dennes död av arvingarna tillsammans, där häradshövding P.G. Wennerstjerna tycks ha varit den som tog hand om godset. Men 1723 hölls en offentlig auktion på Rådhuset i Göteborg, då affärerna gått dåligt för Jonsered. Rådman Lars Hansson Liedgren ropade in godset för 3 600 Daler silvermynt år 1723. År 1725 var handelsman Hedgren innehavare av godset under säterifrihet, men det tycks ha kommit i Liedgrens ägo på nytt detta år.
Godset såldes ånyo på auktion 1743 och ropades in av handelsmannen i Göteborg, Claes Habicht. Denne avled kort därefter, men änkan förvaltade godset till 1760 och 1763 såldes Jonsered av arvingarna till rådmannen Carl Habicht, son till Claes Habicht. Efter Habicht död 1791 bjöds egendomen ut på Göteborgs auktionskammare, där tolagskamreraren Sven Olsson Wengren - gift med äldsta dottern till Habicht - gav det högsta budet med 7 400 riksdaler. Gården innehades efter Wengrens död 1818 av hans änka.

### Gibsons herrgård
Kommerserådet Olof Wijk d.ä. köpte godset 1831 och sålde det vidare till sin svåger William Gibson d.ä. genom köpebrev den 18 oktober 1833. Alexander Keiller köpte Jonsered året därpå. Herrgården blev därefter tjänstebostad åt Jonsereds Fabrikers chef. Först bodde där Keiller, sedan Gibson som 1839 köpte ut sin kompanjon ur firman. Med utsikt över sjön Aspen fick herrgården sin nuvarande form i samband med att en son till William Gibson d.ä., David Gibson, lät riva den gamla och 1868 bygga en ny efter ritningar av Johan August Westerberg. Här bodde senare disponenten till Jonsereds fabriker. 
Jonsereds herrgård var ett slags finkulturens utpost mot landsbygden. Mitt i byn återfanns arbetarnas fabrik, nykterhetsloge och kyrka, medan herrgården låg avskild från den världen. På herrgården samlades Gibsonsönernas familjer och vänner, bland annat kulturpersonligheter som Viktor Rydberg, Ellen Key och Wilhelm Stenhammar. Här fanns också ett jordbruk tillhörande godset samt trädgårdar med exotiska växter. Godset förblev Gibsonsönernas säte fram till 1954. Kommendörkaptenenen och textildirektören William Gibson (1873–1954) var den sista ur familjen som bodde i huset.
Herrgården var därefter disponentbostad fram till omkring 1970 då Eric Brodén avgick. Det blev senare kontor för ett elektronikföretag och köptes 1979 av en konstsamlare. Efter mellanspel som kontor, konstgalleri och resebyrå, blev herrgården år 1983 åter en privatbostad och därtill ett förlagshus. Herrgården köptes då av bokförläggaren, arkeologiprofessor Paul Åström och hans hustru Elisabet. Där hade de i tjugo år sitt hem och sitt bokförlag, Paul Åströms förlag, eller som det hette utanför landets gränser: Astrom Editions.

## Göteborgs universitets mötesplats
Den 29 januari 2003 blev det klart att herrgården med sina 20 rum skulle bli Göteborgs universitets mötesplats för samverkan, med Sigtunastiftelsen och San Michele på Capri som förebilder. Fastighetsföretaget Wallenstam köpte fastigheten för 11,5 miljoner kronor och blev formellt ägare med universitetet som hyresgäst för 1,5 miljoner/år, eftersom de inte får vara husägare. Arkitekten Christer Liljewall blev ansvarig för ombyggnaden. Sedan 2008 ägs fastigheten av Partille kommuns fastighetsbolag Partillebo, och hyrs fortfarande av Göteborgs universitet.
Verksamheten på Jonsereds herrgård är ett viktigt led i Göteborgs universitets samverkansarbete, och bedrivs på rektors uppdrag. Utifrån forskning och utbildning vid Göteborgs universitet ska verksamheten möta samhällets behov och formulera samtidens tänkande och utmaningar. Här träffas företrädare för olika samhällssektorer, vetenskapliga skolor och ideologiska riktningar för att utbyta tankar, knyta nya kontakter, hämta nya impulser och upptäcka nya dimensioner av sin egen värld och andras. 
Kärnan i verksamheten är de så kallade Jonseredsseminarierna. I dessa seminarier möts människor verksamma inom olika samhällsområden – och med olika intressen, erfarenheter och synsätt – i samtal om utbildning och forskning, konst och kultur, livsåskådning och politik. På herrgården anordnar Göteborgs universitet även öppna arrangemang, som konserter, föreläsningar och litterära salonger samt guidade turer i byggnaden, herrgårdsområdet och det närbelägna Bokedalens naturreservat.
I samband med att kung Carl XVI Gustaf år 2016 fyllde 70 år fick han som gåva av Göteborgs universitet att välja ett eget Jonseredsseminarium, och utvalde åt sig ämnet Vägen till samarbete kring de globala utmaningarna för det seminarium som sedan genomfördes på Jonsereds herrgård 26 april 2017.